# Helionides pierquini
Helionides pierquini är en insektsart som först beskrevs av Irena Dworakowska 1981.  Helionides pierquini ingår i släktet Helionides och familjen dvärgstritar. Inga underarter finns listade i Catalogue of Life.